# Realme 6i
realme 6i — смартфон середнього рівня, розроблений компанією realme. Був представлений 17 березня 2020 року. Також 11 травня того ж року в Індії був представлений realme Narzo 10, що є прейменованим realme 6i з варіантом пам'яті тільки на 4/128 ГБ та відсутнім модулем NFC.

## Дизайн
Екран виконаний зі скла Corning Gorilla Glass 3. Корпус виконаний з глянцевого пластику.
Знизу знаходяться роз'єм USB-C, динамік, мікрофон та 3.5 мм аудіороз'єм. З лівого боку смартфона розташовані кнопки регулювання гучності та слот під 2 SIM-картки і карту пам'яті формату microSD до 256 ГБ. З правого боку розміщена кнопка блокування смартфону. Сканер відбитків пальців знаходиться на задній панелі.
В Україні realme 6i продавався в 3 кольорах: White Milk (білий), Blue Soda (синій) та Green Tea (зелений). В Україні смартфон доступний тільки в кольорах Blue Soda та Green Tea.
В Індії realme Narzo 10 продавався в кольорах That White (білий) та That Tea (зелений).

## Технічні характеристики

### Платформа
Смартфон отримав процесор MediaTek Helio G80 та графічний процесор Mali-G52 MC2.

### Батарея
Батарея отримала об'єм 5000 мА·год та підтримку швидкої зарядки на 18 Вт.

### Камер
Смартфон отримав основну квадрокамеру 48 Мп, f/1.8 (ширококутний) + 8 Мп, f/2.3 (ультраширококутний) + 2 Мп, f/2.4 (макро) + 2 Мп, f/2.4 (чорно-білий) з фазовим автофокусом та здатністю запису відео в роздільній здатності 1080p@30fps. Фронтальна камера отримала роздільність на 16 Мп, світлосилу f/2.0 (ширококутний) та здатність запису відео у роздільній здатнсоті 1080p@30fps.

### Екран
Екран IPS LCD, 6.5", HD+ (1600 × 720) зі співвідношенням сторін 20:9, щільністю пікселів 399 ppi та краплеподібним вирізом під фронтальну камеру.

### Пам'ять
realme 6i продавався в комплектаціях 3/64, 4/64 та 4/128 ГБ. В Україні були доступні версії на 4/64 та 4/128 ГБ.
realme Narzo 10 продавався в комплектації 4/128 ГБ.

### Програмне забезпечення
Смартфон був випущений на realme UI 1 на базі Android 10. Був оновлений до realme UI 2 на базі Android 11